# Baccharis concava
Baccharis concava és una espècie de planta de la família de les Asteràcies que es distribueix pel centre de Xile. És un arbust perenne que es troba sobre sòls arenosos i també pedregosos, a ple Sol. És una espècie que s'usa com a planta ornamental. Se'l coneix amb el nom comú de "Vautro" o amb el nom indígena de Huautru o Puauchu. El seu estat de conservació és "freqüent".

## Descripció
És un arbust perenne i dioic, és a dir, que hi ha individus o peus amb flors masculines i d'altres amb flors femenines, per tant presenten arbres de sexes separats.
Fa 1m d'alçada per un metre de diàmetre, d'aspecte globós, recobert de pilositat i resinós.
Les branques estan revestides de nombroses fulles de color verd clar, sèssils, ovado-cuneades i cóncaves (com culleretes) i amb el marge dentat que es concentra en els extrems.
Les flors es disposen en capítols, en corimbes terminals. Floreix durant la primavera. El fruit és un aqueni amb un vil·là curt de color cafè cendra.

## Distribució i hàbitat
Creix en el litoral i serralada de la Costa, des de la IV a la VIII Región, en sòls sorrencs i pedregosos, a ple sol.

## Taxonomia
Baccharis concava va ser descrita per Persoon, Christiaan Hendrik

### Etimologia
- Baccharis: l'etimologia aquí és molt incerta, però pot estar relacionada amb Bacchus, déu grec de la fertilitat, el vi, la gresca i el drama sagrat; aquest va ser un nom utilitzat per Dioscòrides. El nom llatí de bacca significa fruita o baia i potser d'aqui prové el nom de Bacchus. El botànic suec Carl Linnaeus no va explicar la derivació d'aquest nom que va ser publicat en el seu Species Plantarum en 1753 pel que ha de romandre de moment no és clar.[3]
- concava: epítet específic que pot fer referència a la forma còncava de les fulles.